# دوري البطولة الإنجليزية
دوري البطولة الإنجليزية (بالإنجليزية: Football League Championship) هو دوري كرة القدم للقسم الثاني في إنجلترا وقد تم استخدام مسمى دوري البطولة الإنجليزية أو تشامبيون شيب في سنة 2004م، بعدما كان اسمه الدوري الإنجليزي الدرجة الأولى منذ 1992 ولغاية 2004. يتكون الدوري من 24 فريق. و ينطلق الدوري في شهر أغسطس وينتهي في شهر مايو، ويلعب كل فريق 46 مباراة، ليصبح المجموع 552 مباراة في الموسم الواحد، تلعب معظم المباريات يومي السبت والأحد، ولكن عدد قليل من المباريات تلعب خلال أمسيات منتصف الأسبوع.
حتى عام 1992، كان أعلى درجة في كرة القدم الإنجليزية هي الدرجة الأولى و يطلق عليها (بالإنجليزية: Division One)؛ وكان دوري الدرجة الثانية الإنجليزي الذي يطلق عليه (بالإنجليزية: Division two) يأتي في المرتبة الثانية، فتم تشكيل مسابقة الدوري الإنجليزي الممتاز في 20 فبراير 1992، بعد قرار أندية الدرجة الأولى الانفصال عن دوري الدرجة الأولى، الذي تأسس عام 1888; وذلك للاستفادة من صفقات مربحة من حقوق البث التلفزيوني. ومنذ ذلك الحين أي في 1992، أصبح الدوري الإنجليزي الممتاز هو الأعلى. و تم تغيير اسم الدرجة الثانية من (بالإنجليزية: Division two) ليصبح الدوري الإنجليزي الدرجة الأولى (بالإنجليزية: Division One) محتلاً المركز الثاني في ترتيب البطولات في إنجلترا بعد الدوري الإنجليزي الممتاز. لكن في 2004 تم استحداث دوري البطولة الإنجليزية، وتم تغيير اسم البطولة مجدداً من الدوري الإنجليزي الدرجة الأولى ليصبح دوري البطولة الإنجليزية (بالإنجليزية: Football League Championship) و الذي يعرف باسم شامبيون شيب، مما جعل دوري الدرجة الثالثة الإنجليزي بأخذ اسم (بالإنجليزية: Division One) و يصبح اسمه دوري الدرجة الأولى الإنجليزي.

## قائمة الأبطال منذ موسم 05-2004
| الموسم  | الفائز               | الوصيف                 | الملحق المؤهل     |
| ------- | -------------------- | ---------------------- | ----------------- |
| 2004-05 | سندرلاند             | ويغان أثلتيك           | وست هام يونايتد   |
| 2005-06 | ريدنغ                | شيفيلد يونايتد         | واتفورد           |
| 2006-07 | سندرلاند             | برمنغهام سيتي          | ديربي كاونتي      |
| 2007-08 | وست بروميتش ألبيون   | ستوك سيتي              | هال سيتي          |
| 2008-09 | وولفرهامبتون واندررز | برمنغهام سيتي          | بيرنلي            |
| 2009-10 | نيوكاسل يونايتد      | وست بروميتش ألبيون     | بلاكبول           |
| 2010-11 | كوينز بارك رينجرز    | نورويتش سيتي           | سوانزي سيتي       |
| 2011-12 | ريدنغ                | ساوثهامبتون            | وست هام يونايتد   |
| 2012-13 | كارديف سيتي          | هال سيتي               | كريستال بالاس     |
| 2013-14 | ليستر سيتي           | بيرنلي                 | كوينز بارك رينجرز |
| 2014-15 | بورنموث              | واتفورد                | نورويتش سيتي      |
| 2015-16 | بيرنلي               | ميدلزبره               | هال سيتي          |
| 2016-17 | نيوكاسل يونايتد      | برايتون أند هوف ألبيون | هدرسفيلد تاون     |
| 2017-18 | وولفرهامبتون واندررز | كارديف سيتي            | فولهام            |
| 2018-19 | نورويتش سيتي         | شيفيلد يونايتد         | أستون فيلا        |
| 2019-20 | ليدز يونايتد         | وست بروميتش ألبيون     | فولهام            |
| 2020-21 | نورويتش سيتي         | واتفورد                | برينتفورد         |
| 2021-22 | فولهام               | بورنموث                | نوتينغهام فورست   |
| 2022-23 | بيرنلي               | شيفيلد يونايتد         | لوتون تاون        |
| 2023-24 | ليستر سيتي           | إيبسويتش تاون          | ساوثهامبتون       |
| 2024-25 | ليدز يونايتد         | بيرنلي                 | سندرلاند          |